# Beauchêne (Orne)
Beauchêne település Franciaországban, Orne megyében. Lakosainak száma 249 fő (2018. január 1.). Beauchêne Yvrandes, Saint-Cornier-des-Landes, Larchamp, Lonlay-l’Abbaye és Ger községekkel határos.

## Népesség
A település népességének változása:
| Lakosok száma | 264  | 251  | 249  |
|               | 2015 | 2017 | 2018 |